# El Cid (Corneille)
El Cid (en francès, Le Cid) és una tragèdia teatral estrenada el 1637 i escrita per Pierre Corneille, contemporani de Molière. Pertany al classicisme, del qual és un exemple de rigor. Com a les altres obres de Corneille, i a diferència d'altres reeixits autors de tragèdies contemporanis seus, la virtut de l'heroi fa que acabi superant les dificultats a les quals es troba.
L'argument i el personatge protagonista, Rodrigo Díaz de Vivar, dit el Cid, es basen en el romanç medieval castellà Cantar de Mio Cid (segle xiii) i en la posterior, també en castellà Las mocedades del Cid (1605?), del valencià Guillem de Castro. A l'època de Corneille, l'elecció d'un tema medieval i a més situat a Castella era molt original i va despertar polèmica.

## Traduccions al català
Existeixen dues traduccions al català en versos alexandrins. El 1998 Josep Maria Vidal Turón feia la seva versió que va ser representada a la Sala Beckett entre altres llocs. Per altra banda, l'octubre de 2008 es va publicar una traducció de l'obra al català, a càrrec de Jordi Parramon i Blasco dins del recull Tragèdies selectes. Pierre Corneille. Edicions de 1984.